# Waldbahn Orăștie
| Waldbahn Orăștie | Waldbahn Orăștie        |
| ---------------- | ----------------------- |
| Streckenlänge:   | 62 km                   |
| Spurweite:       | 760 mm (Bosnische Spur) |
|                  |                         |

Die Waldbahn Orăștie war eine Waldbahn der staatlichen rumänischen Gesellschaft Căile Ferate Forestiere (CFF) mit der Spurweite 760 mm (Bosnische Spur). Sie wurde 1949 eröffnet und 1980 stillgelegt. 
Durch das 62 Kilometer lange und weit verzweigte Streckennetz wurden, ausgehend vom Bahnhof der Kleinstadt Orăștie an der Bahnstrecke Arad–Alba Iulia, das Valea Rea, das Valea Mică und Timpu erschlossen. Die Dampflokomotiven, zuletzt waren es neun, waren mit Normalspur-Puffern und zusätzlichen Zug- und Stossvorrichtungen ausgerüstet, mit deren Hilfe sie im Übergabebahnhof zur Staatsbahn Căile Ferate Române normalspurige Güterwagen verschieben konnten.